# Формула Бете — Фейнмана
Формула эффективности Бете — Фейнмана — простой метод расчета мощности бомбы на основе ядерного деления. Впервые была получена в 1943 году на основе исследований, проведённых в 1942 году. Предполагается, что коэффициент формулы засекречен.

## Сопутствующая формула
- a — внутренняя энергия на грамм
- b — скорость роста
- c — радиус сферы

{\displaystyle a\approx (bc)^{2}f}
Применение числового коэффициента повышает точность более чем на порядок.